# ثيو كيتينغ
ثيو كيتينغ (بالإنجليزية: Theo Keating)‏ هو دي جي نادي ‏ ودي جيه ومنتج أسطوانات وملحن بريطاني، ولد في 1 ديسمبر 1971 في المملكة المتحدة.

## وصلات خارجية
- ثيو كيتينغ على موقع ميوزك برينز (الإنجليزية)
- ثيو كيتينغ على موقع ميوزك برينز (الإنجليزية)
- ثيو كيتينغ على موقع ميوزك برينز (الإنجليزية)
- ثيو كيتينغ على موقع أول ميوزيك (الإنجليزية)
- ثيو كيتينغ على موقع أول ميوزيك (الإنجليزية)
- ثيو كيتينغ على موقع أول ميوزيك (الإنجليزية)
- ثيو كيتينغ على موقع أول ميوزيك (الإنجليزية)
- ثيو كيتينغ على موقع ديسكوغز (الإنجليزية)
- ثيو كيتينغ على موقع ديسكوغز (الإنجليزية)
- ثيو كيتينغ على موقع ديسكوغز (الإنجليزية)